# أكرمنسيا
أكرمنسة (بالإنجليزية: Akkermansia)‏ هو جنس بكتيريا من شعبة الجراثيم الثؤلولية.

## أصل التسمية
سمي هذا الجنس من البكتيريا نسبة إلى عالم الاحياء الدقيقة الهولندي أنتون أكرمنس.